# جامعة الشرق الأقصى الحكومية للعلوم الإنسانية
جامعة الشرق الأقصى الحكومية للعلوم الإنسانية (سابقًا: جامعة خاباروفسك الحكومية التربوية) هي جامعة في إقليم خاباروفسك، في الشرق الأقصى من روسيا.

## التاريخ

### التأسيس
تأسست جامعة الشرق الأقصى للعلوم الإنسانية في البداية كمعهد تربوي. اتُخد قرار إنشاء معهد تربوي جديد في الشرق الأقصى للاتحاد السوفيتي في عام 1934.

### التوسع والنمو
وبعد تطوير المعهد والنمو الشامل لأعضاء هيئة التدريس في عام 1994، قامت وزارة التعليم والعلوم في الاتحاد الروسي بتحويل المعهد إلى جامعة تربوية. في عام 2005، بناءً على القرار الاتحادي، تم تغيير اسمها إلى جامعة الشرق الأقصى للعلوم الإنسانية.

### الأقسام والكليات
- معهد علم النفس والإدارة
- كلية التربية البدنية
- كلية الأحياء والكيمياء
- قسم الفن والتصميم
- قسم التاريخ
- معهد الرياضيات والفيزياء وتقنية المعلومات
- كلية فقه اللغة
- كلية علم النفس والتربية الخاصة
- معهد اللغويات والاتصالات الدولية
- قسم اللغات الشرقية

تضم جامعة ولاية الشرق الأقصى للعلوم الإنسانية حاليًا 6 أحرام جامعية مع قاعات دراسية ومحاضرات ومختبرات متخصصة. توجد مكتبة واسعة تضم أقسامًا متخصصة في العلوم وعلم النفس والممارسات التربوية، بالإضافة إلى قسم الكتب النادرة وقسم الأدب الدولي 

### الشركاء الدوليون
في أوائل عام 1990، أنشأت الجامعة  شراكة تعاونية مع كلية لويس وكلارك (بورتلاند، أوريجون، الولايات المتحدة الأمريكية). كما أن لها علاقات راسخة مع جامعة هاواي (الولايات المتحدة الأمريكية)، وجامعة أوساكا (اليابان)، فضلًا عن اتفاقيات التعاون مع جامعة زيورخ (سويسرا)، وجامعة أوجسبورج (ألمانيا). بالإضافة إلى برامج تبادل الطلاب، يسمح هذا بإجراء أبحاث علمية مشتركة ودراسات تطويرية.